# Погодаевский сельсовет
Погодаевский сельсовет — сельское поселение в Енисейском районе Красноярского края.
Административный центр — село Погодаево.

## Население
| 2010 | 2012 | 2013 | 2014 | 2015 | 2016 | 2017 |
| ---- | ---- | ---- | ---- | ---- | ---- | ---- |
| 609  | ↘581 | ↘570 | ↘557 | ↘554 | ↘538 | ↘528 |

## Состав сельского поселения
В состав сельского поселения входят 3 населённых пункта:
| № | Населённый пункт | Тип населённого пункта       | Население |
| - | ---------------- | ---------------------------- | --------- |
| 1 | Анциферово       | деревня                      | ↘201      |
| 2 | Паршино          | деревня                      | 117       |
| 3 | Погодаево        | село, административный центр | 284       |

## Местное самоуправление
Погодаевский сельский Совет депутатов
Дата избрания: 14.03.2010. Срок полномочий: 4 года
Глава муниципального образования
- Тарасов Петр Павлович. Дата избрания: 14.03.2010. Срок полномочий: 4 года